# 유니버설 픽처스 홈 엔터테인먼트
유니버설 픽처스 홈 엔터테인먼트(Universal Pictures Home Entertainment)는 NBC유니버설의 홈 비디오 배급 부문이다. 1996년에서 개칭했다. 주로 NBC유니버설가 소유한 영화, NBC유니버설 산하의 미국 브로드캐스팅 컴퍼니계의 영화, TV 시리즈 등을 DVD, Blu- ray Disc로 전 세계에 배급하고 있다.